# Гландон
Гландон (фр. Glandon) насеље је и општина у централној Француској у региону Лимузен, у департману Горња Вијена која припада префектури Лимож.
По подацима из 2011. године у општини је живело 793 становника, а густина насељености је износила 28,87 становника/km². Општина се простире на површини од 27,47 km². Налази се на средњој надморској висини од 360 метара (максималној 422 m, а минималној 262 m).

## Демографија
| 1962. | 1968. | 1975. | 1982. | 1990. | 1999. | 2011. |
| ----- | ----- | ----- | ----- | ----- | ----- | ----- |
| 554   | 621   | 601   | 571   | 709   | 771   | 793   |

График промене броја становника у току последњих година